# AXA Equitable Center
El AXA Equitable Center (originalmente The Equitable Tower o Equitable Center West) es un rascacielos de 229,2 m de altura situado en Nueva York. 

## Diseño y ocupantes
Fue diseñado en estilo postmoderno por el arquitecto Edward Larrabee Barnes y sirve actualmente como la sede de AXA Financial, un conjunto de varias sucursales de la compañía francesa de seguros y actividades bancarias AXA, como AXA Equitable Life Insurance y Mutual of New York. Otros ocupantes importantes son Keefe, Bruyette & Woods, BNP Paribas, Sidley Austin LLP, Willkie Farr & Gallagher LLP, y Citigroup. Se sitúa en el 787 de la Séptima Avenida, entre las calles 51st y 52 de Nueva York.
La estructura del edificio se compone principalmente de acero. La fachada es de granito marrón con una cuadrícula de hierro sobre fondo blanco. La torre tiene dos retranqueos en sus lados norte y sur, marcados por ventanas empotradas en la fachada. La parte superior es plana, solo tiene bandas verticales, y los lados este y oeste terminan en ventanas con forma de arco, donde se encuentra la sala de juntas de Equitable.
El 9 de febrero de 2016 CALPERS anunció que había comprado el AXA Equitable Center por 1900 millones de dólares.

## Descripción
El edificio está conectado a la extensa galería subterránea del Rockefeller Center. El tráfico peatonal atraviesa la torre mediante una galería en la Séptima Avenida, a través del centro comercial abierto entre las Calles 51 y 52) y al este del edificio.
Tiene 54 plantas y 142 660m², la mayoría dedicados a oficinas, alberga el auditorio AXA Equitable, de 487 asientos, y el estudio AXA Equitable Production Group. 
El Auditorio del AXA Equitable Center es un local versátil y cómodo que tiene una reputación de espacio de primer nivel para reuniones y eventos. Se usa con frecuencia para presentaciones de productos, reuniones corporativas, estrenos, programas de televisión en directo, ceremonias de premios... Tiene capacidad para 487 personas y todas las instalaciones de un teatro. El Auditorio, junto con el estudio de producción de AXA Equitable Production Group, da servicio a muchos clientes corporativos en la zona de Nueva York.
El atrio de entrada, iluminado mediante un tragaluz, contiene un gran mural (22,3 x 10,8 metros) de Roy Lichtenstein llamado Mural con Pincelada Azul, que terminó en 1986. También se utiliza para eventos el fin de semana y después del trabajo.

## Otros edificios AXA
- La Tour AXA, edificio que albergaba antiguamente la sede de AXA, está en La Défense de París. El edificio tenía 159 metros de altura, pero una renovación comenzada en marzo de 2007 la aumentó a 225 metros.[8]
- También hay un AXA Center en Perth, Australia. El edificio tiene 75 metros de altura y 20 plantas. Su construcción terminó en 1975.[9]
- La Tour AXA de Montreal, Canadá, completada en 1974.[10]